# Cheval des Marquises
Le cheval des Marquises est une race de chevaux originaire des îles Marquises, en Polynésie française.

## Histoire
Il est aussi nommé « Marquisien ».
Deux possibilités d'origine sont évoquées. Soit, en 1595, les Marquisiens reçoivent la visite d’un premier navigateur européen, l’Espagnol Alvaro de Mendana. Ils font fuir le navigateur, qui laisse une partie de ses chevaux, revenus ensuite à l’état sauvage. 
Une seconde origine évoquée remonte aux années 1840, une importation de chevaux depuis le Chili,, par l'amiral Abel Bergasse Du Petit Thouars, en cadeau au chef Iotete. 
De nombreux chevaux sont apportés par monseigneur Dordillon à la fin du XIXe siècle. Aux Marquises, ces chevaux trouvent un climat favorable, et vivent depuis à l'état sauvage.
L'évolution des modes de vie entraîne des changements dans le rapport avec les chevaux. Selon Marie-Pierre Cerveau, avant 1998, ces animaux étaient omniprésents dans tout le bourg de Taiohae, broutant sur les bas-côtés, et de nombreux habitants du bourg les montaient pour se rendre à leur travail. Désormais, les gros véhicules motorisés ont remplacé les chevaux comme symboles d'aisance et de réussite sociale. 

## Description

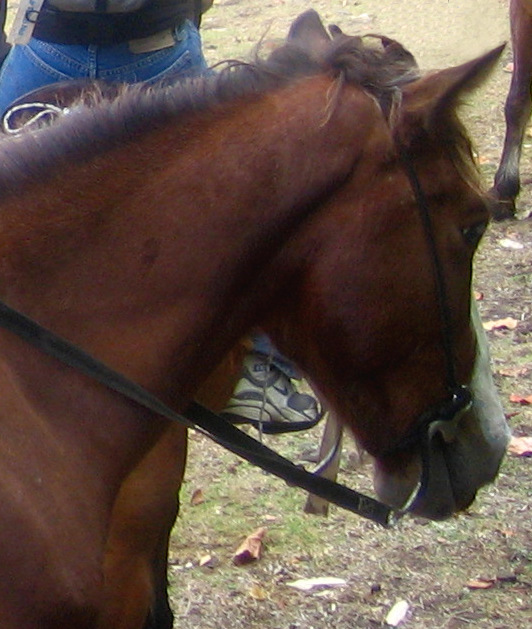
Tête d'un cheval des Marquises.

Il mesure de 1,40  à   1,45 m. Le modèle est léger et relativement homogène. Ils présentent un type nettement ibérique.
La tête présente un profil rectiligne. L'encolure est fine et longue, et portée haut. Elle est parfois renversée (encolure de cerf). Le poitrail est étroit. Le garrot est bien sorti. La croupe est nettement inclinée. Les membres sont fins.
Les crins sont fins, et plutôt courts.

### Robes
La robe peut être de toutes les couleurs possibles. Elle est souvent baie sous toute nuance claire ou foncée, alezane, isabelle, ou plus rarement grise. La raie de mulet est fréquente, de même que les marques blanches à la tête et aux membres

### Tempérament et entretien
Ces chevaux sont connus pour leur caractère doux et peu craintif, et pour leurs pieds sûr.

## Utilisations

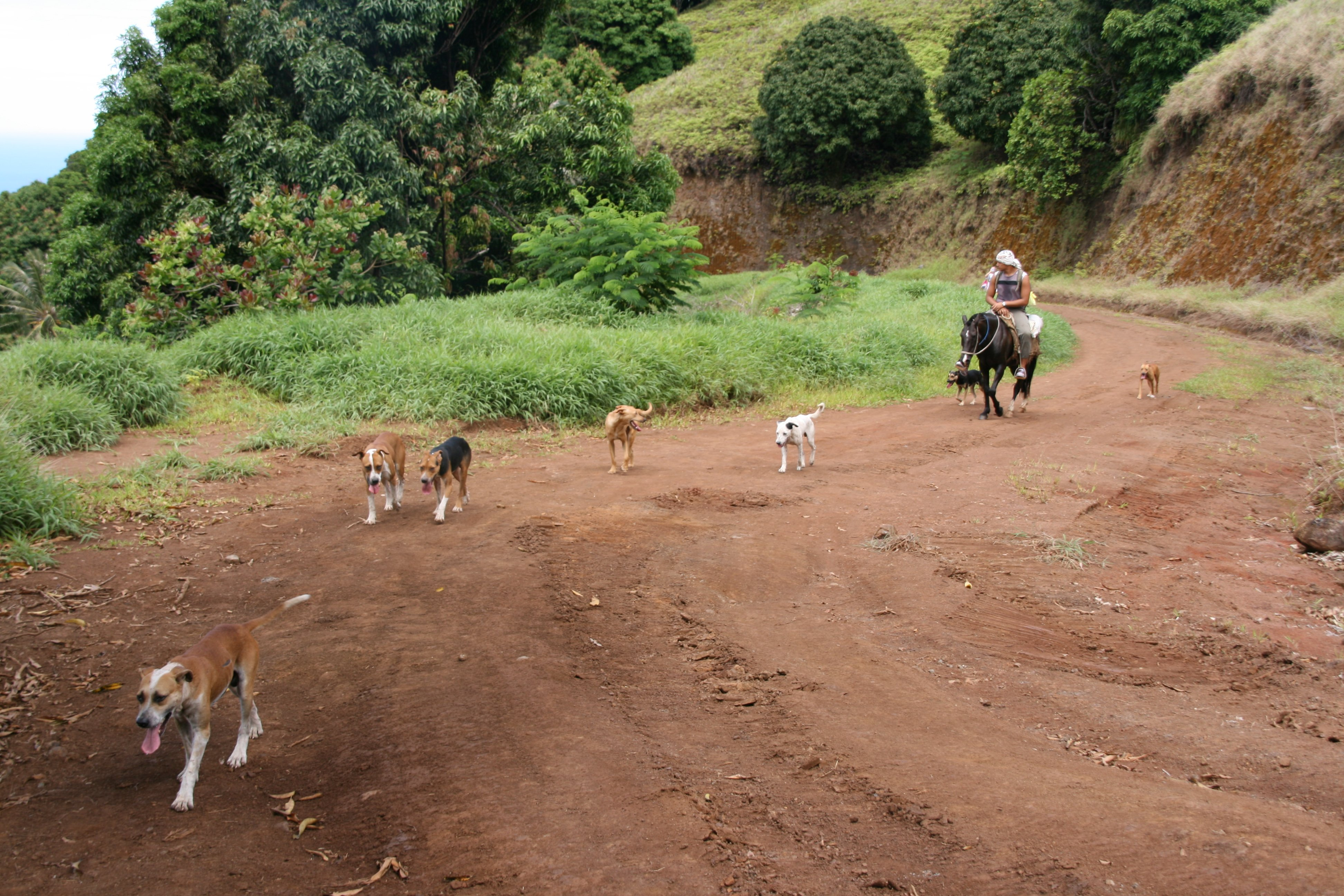
Un habitant de Fatu Hiva, montant un cheval des Marquises, part à la chasse avec sa meute.

Ces chevaux vivent habituellement à l'état sauvage et sont capturés puis montés en fonction des besoins. Les Marquisiens les montent pour se rendre dans des lieux difficiles d'accès, pour la chasse ou pour le travail. Les chevaux sont aussi montés par des touristes, surtout lors de l'escale mensuelle de l'Aranui. Le cheval marquisien est utilisé pour le transport du coprah (pulpe de coco) et du noni, ainsi que d'autres chargements lourds, sur les chemins non carrossables. La perte d'un cheval peut être vécue comme un drame parmi les familles peu aisées, car cela rend le travail agricole beaucoup plus difficile. 
Les jeunes de Hua Huka reçoivent traditionnellement un cheval à l'âge d'affirmer leur indépendance, et peuvent le dresser par exemple pour la chasse ou pour des courses. L'équitation se pratique localement à cru, ou sur de petites selles sculptées en bois.
Pendant les fêtes du mois de juillet, des courses au galop sont organisées sur les plages. 

## Diffusion de l'élevage
Les chevaux sont surtout présents sur l’île de Ua Huka, aussi appelée l’ile des chevaux, où leur élevage perdure. Ils se promènent en toute liberté près de la piste de l'aéroport, ainsi que dans les vallées de Hane et de Hokatu.  
Ils sont aussi présents en troupeaux sur l'île de Nuku Hiva, et en plus faibles nombres sur celle d'Ua Pou, dans la forêt luxuriante d'Hohoi.
La population totale est d'environ 3 000 têtes.

## Dans la culture

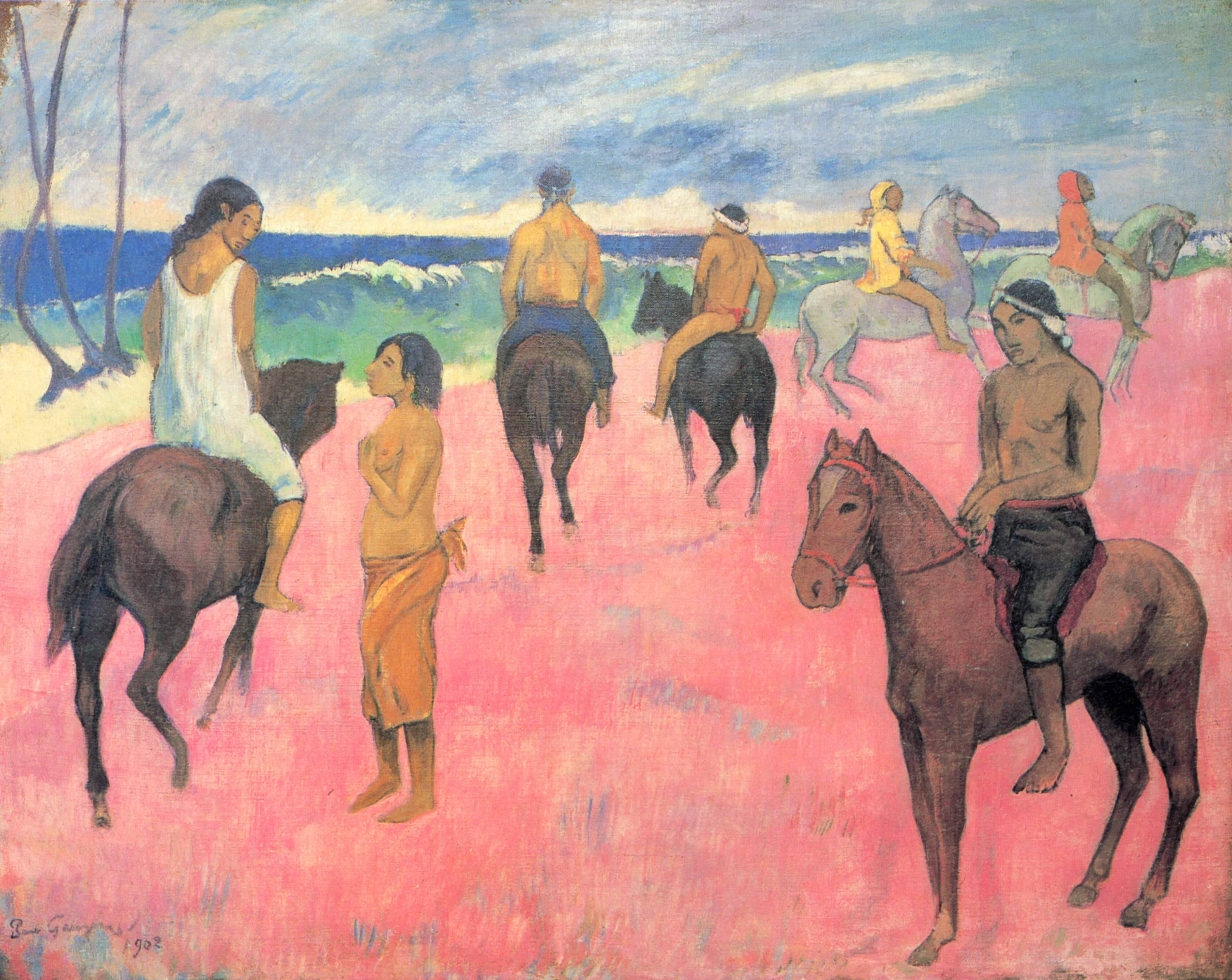
Cavaliers sur la plage, peinture de Paul Gauguin, 1902

Sur l'île de Hua Huka, le cheval fait toujours partie de l'identité locale. La possession d'un cheval est une source de fierté et une marque de richesse. La richesse de leur propriétaire s'évalue traditionnellement au nombre de chevaux possédés, certains en ayant plusieurs dizaines.  
Charles Alfred Le Moine, peintre des Marquises, a souvent représenté des bandes de chevaux sauvages dans les vallées. Paul Gauguin les a également peints durant ses dernières années de vie, passées aux Marquises, de 1901 à 1903.
Cette race de chevaux est citée dans le roman pour enfants Hina aux îles Marquises, écrit par Rosy Chabbert.